# Sarah Wainwright
Sarah Wainwright, född okänt år, död efter 1784, var en amerikansk skådespelare och sångerska.  Hon var engagerad vid Old American Company 1765-1782. Hon betraktades under sin verksamhetstid som en av den amerikanska teaterns mer framträdande krafter, och var särskilt uppmärksammad som sångerska. 
Sarah Wainwright debuterade i rollen som Maukin i The Guardin Outwitted på Covent Garden Theatre i London den 12 december 1764. Hon var en av de aktörer som år 1765 engagerades av David Douglass för att uppträda i Old American Company i Amerika, och uppträdde för första gången i Amerika som sångerska i en konsert i Charleston tillsammans med Nancy Hallam.  Hon var en av de aktörer som medverkade vid öppnandet av Southwark Theatre i Philadelphia i November 1766, och hon spelade Cherry i The Beaux' Stratagem vid invigningsföreställningen på den nya John Street Theatre i New York 1767.  Sarah Wainwright var främst uppskattad som sångerska, medan Margaret Cheer och Nancy Hallam dominerade i de rent dramatiska kvinnorollerna.  Hon ska ha fått professionell sångträning av en Dr. Arden, och spelade ofta med framgång roller i operaföreställningar när teatersällskapet framförde sådana.  Bland dem fanns Sally i operan Thomas and Sally, och Rosetta i Love in a Village, för vilka hon fick goda recensioner.  Wainwright avslutade av okänd orsak sin karriär 1769, men återupptog den 1773, och följde år 1774 med American Company till Jamaica, där hon med framgång uppträdde vid Kingston Theatre fram till 1782. 
Hennes namn förekommer inte i rollistorna efter 1782. Hon påstås 1779 ha gift sig med en Mr. Page och avslutat sin karriär, men hon förekom fortsatt i rollförteckningar i tre år till.  Hon hävdas också ha gift sig med en Mr. Miranda och efter hans död gift om sig med skådespelaren Isaac Morales, som blev kvar på Jamaica som språklärare när American Company återvände till USA 1785; deras äktenskap tycks dock inte ha varit lagligt, men 1784 klargörs tydligt att Sarah Wainwright var gift med Edward Allen.